# Automeris
Automeris es un género de mariposas nocturnas de la familia de los satúrnidos, subfamilia Hemileucinae. A partir de 1996 existían 124 especies, y desde entonces se han descrito más. El género se distribuye en el Neotrópico.

## Características
Son de hábitos nocturnos, sintiéndose atraídas por la luz. Carecen de aparatos bucales como adultos y no se alimentan.
Una de sus características principales son las manchas en las alas posteriores con aspecto de ojos, llamadas ocelos, que advierten a los depredadores que se trata de una polilla peligrosa, no comestible. Mientras está en reposo se asemeja a una hoja seca, pasando desapercibida. Cuando un depredador se acerca para devorarla, al tocarla abre sus alas anteriores, exponiendo los ocelos para ahuyentar a los depredadores.

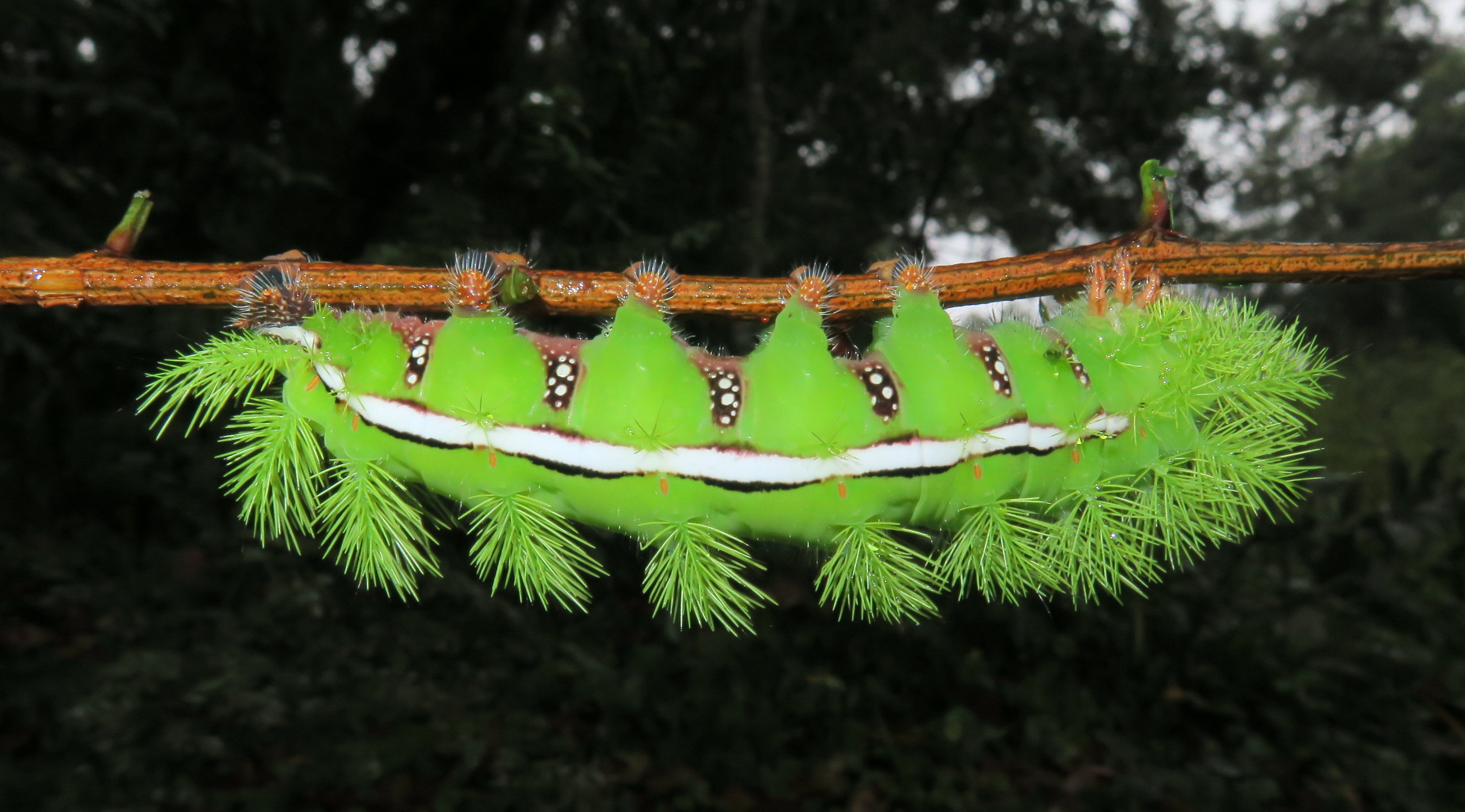
Oruga de Automeris io

## Lista de especies
- Automeris abdominalis (R. Felder & Rogenhofer, 1874)
- Automeris ahuitzotli Lemaire & Wolfe, 1993
- Automeris alticola Lemaire, 1975
- Automeris amanda Schaus, 1900
- Automeris amoena (Boisduval, 1875)
- Automeris andicola Bouvier, 1930
- Automeris annulata Schaus, 1906
- Automeris arminia (Stoll, 1781)
- Automeris atrolimbata Lemaire, 2002
- Automeris averna Druce, 1886
- Automeris balachowskyi Lemaire, 1966
- Automeris banus (Boisduval, 1875)
- Automeris basalis (Walker, 1855)
- Automeris beckeri (Herrich-Schäffer, 1856)
- Automeris belti Druce, 1886
- Automeris beutelspacheri Lemaire, 2002
- Automeris bilinea (Walker, 1855)
- Automeris boops (R. Felder & Rogenhofer, 1874)
- Automeris boucardi Druce, 1886
- Automeris boudinoti Lemaire, 1982
- Automeris boudinotiana Lemaire, 1986
- Automeris castrensis Schaus, 1898
- Automeris caucensis Lemaire, 1976
- Automeris cecrops (Boisduval, 1875)
- Automeris celata Lemaire, 1969
- Automeris chacona Draudt, 1929
- Automeris chaconoides Brechlin & Meister, 2008
- Automeris cinctistriga (R. Felder & Rogenhofer, 1874)
- Automeris claryi Naumann, Brosch & Wenczel, 2005
- Automeris colenon Dyar, 1912
- Automeris complicata (Walker, 1855)
- Automeris coresus Boisduval, 1859
- Automeris cryptica Dognin, 1911
- Automeris curvilinea Schaus, 1906
- Automeris dandemon Dyar, 1912
- Automeris daudiana Druce, 1894
- Automeris denhezorum Lemaire, 1966
- Automeris denticulata Conte, 1906
- Automeris descimoni Lemaire, 1972
- Automeris despicata Draudt, 1929
- Automeris diavolanda Naumann, Brosch & Wenczel, 2005
- Automeris dognini Lemaire, 1967
- Automeris duchartrei Bouvier, 1936
- Automeris egeus (Cramer, 1775)
- Automeris elenensis Lemaire, 2002
- Automeris eogena (R. Felder & Rogenhofer, 1874)
- Automeris escalantei Lemaire, 1969
- Automeris excreta Draudt, 1929
- Automeris exigua Lemaire, 1977
- Automeris falco Jordan, 1910
- Automeris fieldi Lemaire, 1969
- Automeris fletcheri Lemaire, 1966
- Automeris gabriellae Lemaire, 1966
- Automeris godartii (Boisduval, 1875)
- Automeris goiasensis Lemaire, 1977
- Automeris goodsoni Lemaire, 1966
- Automeris grammodes Jordan, 1910
- Automeris granulosa Conte, 1906
- Automeris hamata Schaus, 1906
- Automeris harrisorum Lemaire, 1967
- Automeris haxairei Herbin, 2003
- Automeris hebe (Walker, 1865)
- Automeris heppneri Lemaire, 1982
- Automeris iguaquensis Lemaire & Amarillo, 1992
- Automeris illustris (Walker, 1855)
- Automeris incarnata (Walker, 1865)
- Automeris innoxia Schaus, 1906
- Automeris inornata (Walker, 1855)
- Automeris io (Fabricius, 1775)
- Automeris iris (Walker, 1865)
- Automeris janus (Cramer, 1775)
- Automeris jivaros Dognin, 1890
- Automeris jucunda (Cramer, 1779)
- Automeris jucundoides Schaus, 1906
- Automeris kopturae Lemaire, 1982
- Automeris labriquei Naumann, Brosch & Wenczel, 2005
- Automeris lachaumei Lemaire, 2002
- Automeris larra (Walker, 1855)
- Automeris latenigra Lemaire, 1967
- Automeris lauroia Oiticica Filho, 1965
- Automeris lauta F. Johnson & Michener, 1948
- Automeris lecourti Decaens & Herbin, 2002
- Automeris lemairei Beutelspacher, 1990
- Automeris lemensis Lemaire, 1972
- Automeris liberia (Cramer, 1780)
- Automeris louisiana Ferguson & Brou, 1981
- Automeris macphaili Schaus, 1921
- Automeris maeonia (Druce, 1897)
- Automeris manantlanensis Balcazar, 2000
- Automeris margaritae Lemaire, 1967
- Automeris masti Lemaire, 1972
- Automeris melanops (Walker, 1865)
- Automeris melmon Dyar, 1912
- Automeris meridionalis Bouvier, 1934
- Automeris metzli (Salle, 1853)
- Automeris micheneri Lemaire, 1966
- Automeris michoacana Balcazar, 2000
- Automeris midea (Maassen & Weyding, 1885)
- Automeris moloneyi Druce, 1897
- Automeris montezuma (Boisduval, 1875)
- Automeris moresca Schaus, 1906
- Automeris muscula (Vuillot, 1892)
- Automeris napoensis Lemaire, 2002
- Automeris naranja Schaus, 1898
- Automeris nebulosa Conte, 1906
- Automeris niepelti Draudt, 1929
- Automeris nubila (Walker, 1855)
- Automeris oaxacensis Lemaire, 2002
- Automeris oberthurii (Boisduval, 1875)
- Automeris oiticicai Lemaire, 1966
- Automeris orestes (Boisduval, 1875)
- Automeris ovalina Conte, 1906
- Automeris pallidior Draudt, 1929
- Automeris paramaculata Lemaire, 1966
- Automeris patagoniensis Lemaire, M.J. Smith & Wolfe, 1992
- Automeris peigleri Lemaire, 1981
- Automeris phrynon Druce, 1897
- Automeris pomifera Schaus, 1906
- Automeris postalbida Schaus, 1900
- Automeris praemargaritae Lemaire, 2002
- Automeris randa Druce, 1894
- Automeris rectilinea Bouvier, 1927
- Automeris rostralis Lemaire, 2002
- Automeris rougeoti Lemaire, 1967
- Automeris schwartzi Lemaire, 1967
- Automeris stacieae Lemaire & Wolfe, 1993
- Automeris styx Lemaire, 1982
- Automeris submacula (Walker, 1855)
- Automeris subobscura  Weymer 1909
- Automeris suteri Naumann, Brosch & Wenczel, 2005
- Automeris sylviae Decaens, 2005
- Automeris tamsi Lemaire, 1966
- Automeris tatiae Naumann, Brosch & Wenczel, 2005
- Automeris themis Dognin, 1919
- Automeris tridens Herrich-Schäffer, 1855
- Automeris tristis (Boisduval, 1875)
- Automeris umbrosa Weymer, 1906
- Automeris vomona Schaus, 1906
- Automeris watsoni (Lemaire, 1966
- Automeris wayampi (Lemaire & Beneluz, 2002)
- Automeris windiana (Lemaire, 1972)
- Automeris zephyria (Grote, 1882)
- Automeris zozine (Druce, 1886)
- Automeris zugana (Druce, 1886)
- Automeris zurobara (Druce, 1886)